# Sertanília
Sertanília é um grupo musical da cidade de Salvador, capital do estado brasileiro da Bahia,  que resgata a tradição sertaneja na produção de uma música universal, inspirada nas diversas manifestações culturais do sertão. Surgido em 2010 é composto por Aiace (vocal), Anderson Cunha (violão, bandolim e viola) e Diogo Flórez (percussão) acompanhados pelos músicos João Almy (violão), Mariana Marin (percussão), Raul Pitanga (percussão) e um violoncelista.

## Trajetória
O grupo já possui participações em eventos de grande importância no cenário musical nacional, como o Conexão Vivo Salvador, Lauro de Freitas e Praia do Forte, Festival Baianada, Salademúsica (Saladearte), Grito Rock Salvador (BA) e Olinda (PE), Feira Noise Festival em Feira de Santana (BA), Encontro de Cantadores (BA), além de shows internacionais em Lisboa e Coimbra (Portugal), no Festival Tensamba em Madrid (Espanha) e no Brazilian Summer Festival em Amsterdã (Holanda).
Durante esse período o grupo venceu o Prêmio Dynamite de Música Independente 2013 na categoria de "Melhor Álbum Regional" e foi indicado ao Prêmio da Música Brasileira 2013, ambos com o CD Ancestral; realizou uma turnê pelo Estado de Minas Gerais, que passou pelas cidades de Belo Horizonte, Vespasiano e Mariana com apoio do Fundo de Cultura e Governo do Estado da Bahia; teve a faixa "Tempo de Sereno" incluída na Coletânea Bahia Music Export 2013 que integra o Programa de Mobilidade Artística e Cultural, promovido pela Secretaria de Cultura do Estado da Bahia (SecultBA) e pela Fundação Cultural do Estado da Bahia (FUNCEB); venceu um concurso on-line para se apresentar no LYCRA Future Designers em São Paulo, onde concorreu com 11 bandas selecionados pelo curador de Fabio Trummer (vocalista da banda Eddie); criou a música-tema do desfile de Cris Melo, estilista baiana finalista do concurso Brasil Fashion Designers; teve a música “Nobre Folia”, selecionada entre as 15 finalistas no IX Festival da Educadora FM e compondo o CD do festival e realizou a sua primeira Turnê Nordeste passando pelas cidades de Cajazeiras e Sousa na Paraíba, e Juazeiro do Norte, Fortaleza e Itapipoca no Ceará que contou com o apoio do Governo do Estado da Bahia através do Fundo de Cultura.
¹Feminino de sertanês, imortalizado nas obras de Elomar Figueira Mello. Faz referência a tudo que é inerente ao sertão. O neologismo foi criado para se diferenciar de "sertanejo", palavra que foi perdendo o real significado e se distanciando do universo do sertão à proporção em que foi empregada pelo mercado musical das grandes gravadoras.

## Primeiro CD

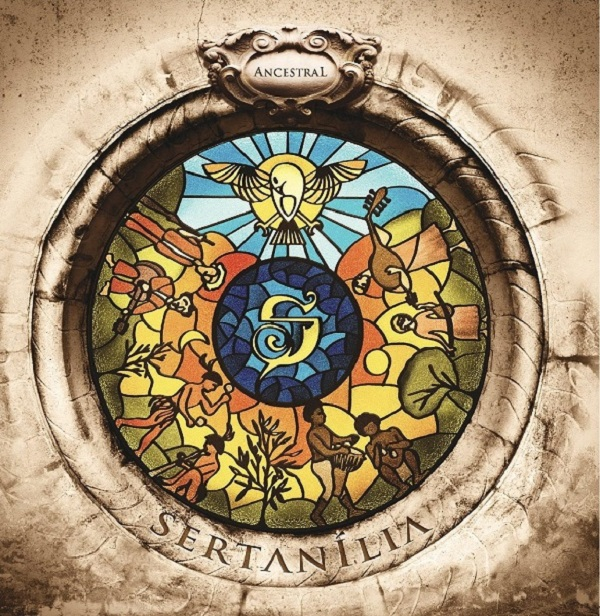
Capa do CD Ancestral (Sertanília) por Pietro Leal

"Ancestral" é o título do primeiro CD do grupo.

Composto por 18 canções, o Sertanília apresenta em seu primeiro álbum canções autorais e grandes releituras da música popular brasileira. Além de trazer como convidados especiais: Bule-Bule, Xangai e os percussionistas pernambucanos Nego Henrique e Emerson Calado, que fizeram parte do Cordel do Fogo Encantado e Gilú Amaral da Orquestra Contemporânea de Olinda.
"Ancestral" foi apoiado pelo Conexão Vivo e Governo do Estado da Bahia através do Fazcultura. Com produção e direção musical de Anderson Cunha, e produção executiva de Edmilia Barros, “Ancestral” foi gravado no Attitude Áudio Criação, em Salvador e teve suas gravações adicionais realizadas no Fábrica Estúdios, em Recife.
Faixas:
1. Areia do mar
2. Sambada de reis
3. Incendeia
4. Tempo de sereno
5. Canto de chegada
6. Nobre folia
7. Pombinha do Céu
8. Perfume de flor
9. Ciranda do fim do mundo
10. Eu vou embora daqui
11. Meus buritizais levados de verdes
12. Aguaceiro
13. Pras bandas de lá
14. Canto de Despedida
15. Cantiga de Estradar
16. Canudos
17. Candeeiro Encantado
18. O Pidido

## Discografia

### Álbuns & EP's
- 2010 - EP Sertanília [10]
- 2012 - CD Ancestral
- 2017 - GRATIA (Natura Musical)

### Coletâneas
- 2013 - Coletânea Bahia Music Export 2013 - Música: Tempo de Sereno
- 2013 - Brasil Sessions 2013 - Música: Nobre Folia
- 2012 - CD do II Encontro de Cantadores - Música: Nobre Folia
- 2011 - IX Festival da Educadora FM - Música: Nobre Folia

### Premiações
| Prêmio                                 | Ano  | Categoria | Resultado |
| -------------------------------------- | ---- | --- | --------- |
| Prêmio Dynamite de Música Independente | 2012 | Melhor Álbum Regional                                                                                               | Indicado  |
| Prêmio Dynamite de Música Independente | 2013 | Melhor Álbum Regional                                                                                               | Venceu    |
| Prêmio da Música Brasileira            | 2013 | Regional Grupo | Indicado  |
| Prêmio da Música Brasileira            | 2018 | Regional Grupo\| style="text-align:center;background: #ffdddd;vertical-align: middle;" class="table-no2"\| Indicado |           |